# Barranquilla Fútbol Club
Il Barranquilla Fútbol Club è una società calcistica colombiana con sede nella città di Barranquilla. Milita nella Categoría Primera B e gioca le partite casalinghe all'Estadio Romelio Martínez, in periferia della città, con 20.000 posti a sedere.

## Storia
Il Barranquilla fu fondato nel gennaio 2005 da un gruppo di ricchi uomini d'affari tra cui Arturo Char, che diede il nome alla squadra.
Nella sua storia il club non è mai retrocesso dalla Primera B, né promosso nei suoi 11 anni. Il club è gemellato con il Junior Barranquilla il cui presidente è Alejandro Arteta, che precedentemente è stato quello del Barranquilla.

## Gemellaggi
- Junior